# 한국인 (드라마)
《한국인》은 MBC에서 1979년 8월 13일부터 1979년 8월 16일까지 방영된 8.15 특집 드라마로, 1902년 하와이로 첫 이민길에 오른 한국인의 하와이 이민사를 다루며 하와이 현지에서 촬영되었다. 이 드라마는 가난을 피해 하와이로 떠난 한 사나이와 그 가족을 중심으로, 그곳에서의 생활과 그들의 의식이나 이민 2,3세와의 정신적 갈등 등을 그렸다.

## 등장인물
- 최불암
- 이효춘
- 김무생
- 홍성민
- 박원숙
- 조경환
- 한인수
- 김영애
- 김영란
- 박근형
- 김윤경
- 정혜선
- 이정길
- 정애란
- 김영옥
- 김용림
- 한영숙
- 김상순
- 박규채
- 이영후
- 정욱
- 신충식
- 박광남
- 박상조
- 강인덕
- 현석
- 김동주
- 김해숙
- 문영애
- 김호정(아역)
- 마이클 크리스티(특별출연)
- 라이 챈들러(특별출연)
- 다니엘 L. 코블리(특별출연)
- 제임스 L. 에드워드(특별출연)
- 죤. A. 노웰(특별출연)

## 회차별 부제
| 1979년 | 1979년   | 1979년 | 1979년 |
| 회차   | 방송일   | 부제   |        |
| ------ | -------- | ------ | ------ |
| 제1회  | 8월 13일 | 출발   |        |
| 제2회  | 8월 14일 | 운명   |        |
| 제3회  | 8월 15일 | 파도   |        |
| 제4회  | 8월 16일 | 귀로   |        |

## 수상
- 1979년 MBC 연기대상 TV부문 조연상 - 홍성민
- 1980년 제16회 백상예술대상 작품상
- 1980년 제7회 한국방송대상 극본상 - 윤대성